# Gerhard Jacobi (Theologe)

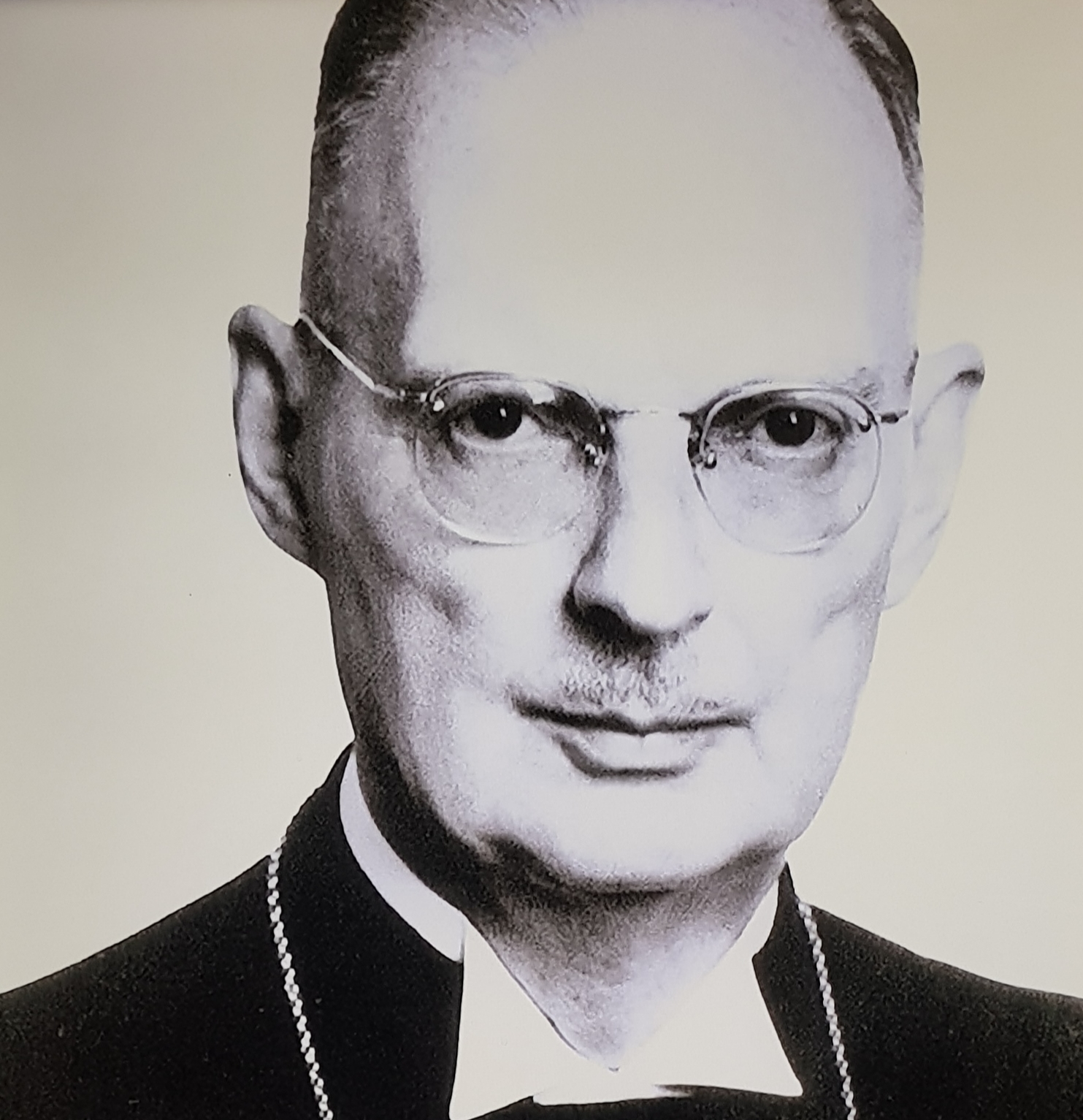
Gerhard Justus Eduard Jacobi

Gerhard Justus Eduard Jacobi (* 25. November 1891 in Bremen; † 12. Juli 1971 in Oldenburg) war ein lutherischer Theologe, leitendes Mitglied der Bekennenden Kirche und Bischof der Evangelisch-Lutherischen Kirche in Oldenburg.

## Leben und Wirken

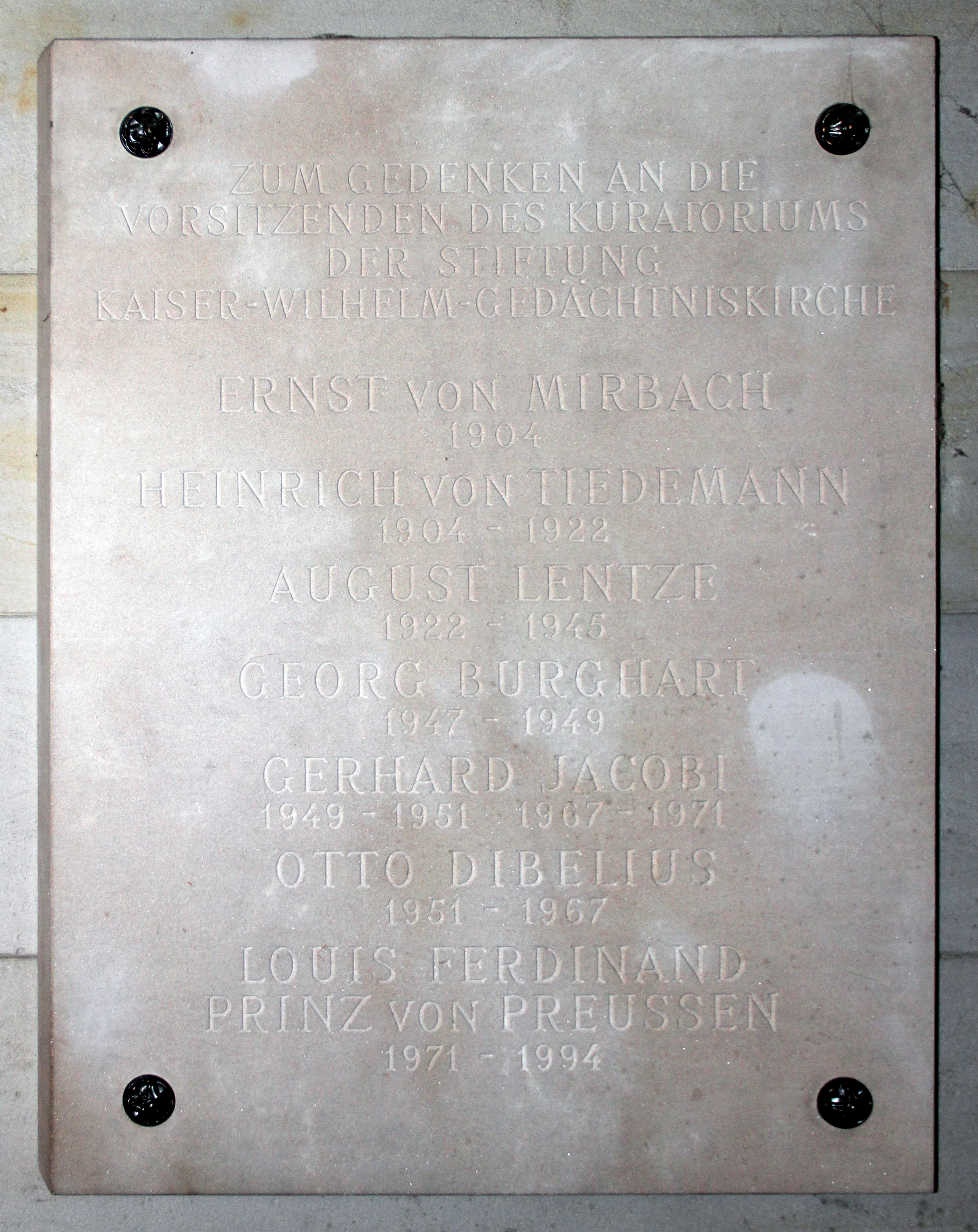
Gedenktafel an der Kaiser-Wilhelm-Gedächtniskirche, Breitscheidplatz, Berlin-Charlottenburg

Gerhard Jacobi wurde als Sohn des späteren provinzsächsischen Generalsuperintendenten Justus Julius August Jacobi (1850–1937) geboren. Er besuchte das Domgymnasium in Magdeburg und studierte nach dem Abitur 1911 Evangelische Theologie in Halle, Tübingen, Berlin und wieder in Halle. Seit 1911 war er Mitglied des Hallenser und seit 1912 des Tübinger Wingolf. Im Ersten Weltkrieg leistete er Wehrdienst und war 1918 bis 1919 in britischer Gefangenschaft. Hier hielt er seine ersten Predigten.
Nach Abschluss des Zweiten Theologischen Examens wurde Jacobi am 8. Januar 1921 im Magdeburger Dom ordiniert. Ein halbes Jahr lang war er danach Hilfsprediger an der Pauluskirche in Halle an der Saale, bevor er im Sommer 1921 geschäftsführender Geistlicher der Gefängnisgesellschaft für die Provinz Sachsen und Anhalt, der dortigen Jugendgerichtshilfe und des Provinzialvereins für psychopathische Kinder wurde.
Von 1923 bis 1927 amtierte Gerhard Jacobi wieder als Pfarrer an der Hallenser Pauluskirche, danach bis 1930 als Domprediger und Generalsuperintendent in Magdeburg. 1926 gehörte er zu den Unterzeichnern des Berneuchener Buches und stand somit der jüngeren liturgischen Bewegung nah, die sich für eine geistliche Erneuerung der evangelischen Kirchen durch Feier des Gottesdienstes in Form der evangelischen Messe, Stundengebete, tägliche Lesung der Heiligen Schrift, Meditation und kommunitäres Leben einsetzte.
Am 1. April 1930 wurde Jacobi Pfarrer an der Kaiser-Wilhelm-Gedächtniskirche in Berlin-Charlottenburg und ab 1932 Mitarbeiter der kirchenreformerischen Zeitschrift Neuwerk. Zusammen mit Hermann Sasse gründete er die Theologische Arbeitsgemeinschaft für Kirche und Amt. Aus diesem überwiegend aus jüngeren Berliner und Brandenburger Pfarrern bestehenden „Jacobi-Kreis“ gründete sich 1933 die Jungreformatorische Bewegung. Der „Jacobi-Kreis“ selbst wurde zum wichtigsten Berliner Träger des innerkirchlichen Widerstandes gegen die NS-Ideologie. So entstand in der Empörung über den Arierparagraphen aus diesem Kreis am 11. September 1933 der Pfarrernotbund. Auf dem freien evangelischen Kirchentag in der Kurmark, der im Mai 1934 stattfand, eröffnete er als Leiter des Pfarrernotbundes Berlin die Nachmittagssitzung mit einem Vortrag zum Thema „Ein Jahr kirchlichen Kampfes“. 1935 war Jacobi maßgeblich daran beteiligt, Dietrich Bonhoeffer mit dem Aufbau eines Predigerseminars für die Bekennende Kirche zu betrauen.
Jacobi, der Mitglied des Reichsbruderrates, Vorsitzender des brandenburgischen und des Berliner Bruderrates sowie von 1933 bis 1939 Präses der Bekennenden Kirche in Berlin war, erfuhr mehrfach Repressalien und öftere Verhaftungen. Angehörige der Deutschen Christen strengten gegen ihn Disziplinarmaßnahmen und Amtsenthebungsverfahren an, wobei Jacobi wegen jüdischer Vorfahren zusätzlich gefährdet war: der Vater seiner Mutter war im nationalsozialistischen Verständnis Jude gewesen, so dass Jacobi als „nichtarisch“ und im Sprachgebrauch der Nürnberger Gesetze als „jüdischer Mischling zweiten Grades“ galt. Er wurde als Judenpastor bezeichnet und 1934 nachts durch nationalsozialistische Schläger überfallen. Nachdem er ein Abkündigungsverbot als Pfarrer nicht beachtete, wurde er vor einem Schnellgericht zusammen mit weiteren Männern der Bekennenden Kirche am 2. Juni 1937 angeklagt, jedoch dank der Verteidigung durch seinen Prozessvertreter, Rechtsanwalt Hans Koch, nach der eintägigen Verhandlung – wie auch der mitangeklagte Hermann Ehlers – freigesprochen.
Von 1939 bis 1940 hatte Jacobi am Überfall auf Polen und der anschließenden Besetzung des Landes teilzunehmen, kehrte aus gesundheitlichen Gründen aber wieder in das Pfarramt zurück. 1945 wurde er Superintendent des Kirchenkreises Berlin-Charlottenburg und ab 1. Januar 1946 Generalsuperintendent von Berlin (West). Hier widmete er sich besonders der Flüchtlingsseelsorge und dem kirchlichen Wiederaufbau. Von 1949 bis 1951 und von 1967 bis 1971 war er Vorsitzender des Kuratoriums der Stiftung Kaiser-Wilhelm-Gedächtniskirche in Berlin.
Am 3. März 1954 wählte ihn die Oldenburger Landessynode zum Bischof der Evangelisch-Lutherischen Kirche in Oldenburg in der Nachfolge von Wilhelm Stählin. Dieses Amt nahm er bis 1967 wahr. In seine Amtszeit fiel die Ausarbeitung des niedersächsischen Staatsvertrages mit den fünf niedersächsischen Landeskirchen Braunschweig, Hannover, Nordwestdeutschland, Oldenburg und Schaumburg-Lippe, außerdem die Gründung der Evangelischen Akademie Oldenburg und die Initiative für die Gemeindetage in der Oldenburger Weser-Ems-Halle.
Im Oktober 1958 lehnte er die Kandidatur als Nachfolger von Bundespräsident Theodor Heuss ab mit dem Argument, ein „Mann der Kirche bleiben zu wollen“. 1966 war er Mitinitiator der regelmäßigen Ökumenischen Konsultationen zwischen der Oldenburger Landeskirche und dem katholischen Bischöflichen Offizialat Vechta. Im Jahre 1967 schließlich trat Jacobi in den Ruhestand und übergab das Bischofsamt an seinen Nachfolger Hans-Heinrich Harms.
Gerhard Jacobi war seit 1920 mit Annemarie Freiin von der Recke von der Horst verheiratet und hatte zwei Kinder.
Er erhielt 1936 die Theologische Ehrendoktorwürde des Eden Theological Seminary in St. Louis (Evangelical Synod of North America) und 1951 der Universität Heidelberg. Außerdem wurde er mit der Wichern-Medaille, dem Großen Bundesverdienstkreuz (1954) und dem Großen Verdienstkreuz mit Stern (1956) ausgezeichnet.

## Werke (Auswahl)
- Jugendpflege, Jugendbewegung – und was nun? Predigt und Vortrag der Hallischen Jugendwoche 1922, Halle 1922
- Was sind Psychopathen und wie ist ihnen zu helfen?, Halle 1922
- Gerichtshilfe für Erwachsene, Halle 1925
- Das Reich Gottes im Widerspruch zum Christentum heute, Kassel 1928
- Der Mensch und seine soziale Schuld, Kassel 1928
- Tagebuch eines Großstadtpfarrers. Briefe an einen Freund, Berlin 1929 (anonym erschienen)
- als Hrsg.: Erhalt uns, Herr, bei Deinem Wort! Evangelische Andachten für jeden Tag, Berlin 1932
- Meinen Brüdern im Amt. Seelsorge an Seelsorgern, Essen [1940]
- Die religiöse Situation und die Kirche, Berlin 1946
- Die Lehre von der Kirche in den Lutherischen Bekenntnisschriften und die Kirche in Berlin-Brandenburg, Berlin 1950
- Langeweile, Muße und Humor und ihre pastoral-theologische Bedeutung, Berlin, 1952
- Die Vergebung in der Ehe, Berlin 1955
- Der Christ und sein Vaterland, Stuttgart, 1956
- mit Adolf Arndt, Friedrich Heer, Joseph Rovan und Ernst Wolf: Christlicher Glaube und politische Entscheidung. Eine Vortragsreihe der Arbeitsgemeinschaft Sozialdemokratischer Akademiker München, München 1957
- Vertrauen!, Oldenburg 1961
- Der Öffentlichkeitsanspruch der Kirche und ihrer Ämter, Wilhelmshaven 1962
- Glaube verpflichtet. Predigten, Oldenburg 1966
- Vaterunser-Predigten, Stuttgart 1968

### Als Herausgeber
- Otto Dibelius. Leben und Wirken in der Evangelische Kirche in Deutschland, Berlin 1960.